# Francisco Muñoz Azpiri
Francisco Muñoz Azpiri ( Buenos Aires, 6 de julio de 1915 - 22 de abril de 1968 fue un escritor, periodista, y libretista de radio. Fue el guionista de programas de radio en los que actuó Eva Perón, a quien redactó sus discursos cuando la acompañó en su gira por Europa en 1947, y también funcionario en el área de cultura en el primer gobierno de Juan Domingo Perón.

## Biografía
Estudió en el colegio Euskal Echea de Llavallol y egresó de la Facultad de Filosofía y Letras. En 1939 fundó y dirigió la página de letras del diario La Unión. También trabajó en el diario El Mundo .
En 1943 conoció a Eva Perón cuando ella fue convocada para protagonizar un ciclo en Radio Belgrano, de lunes a sábado, dedicado a biografías de mujeres ilustres de la historia cuyos guiones escribían Muñoz Aspiri y Alberto Inzúa; entre ellos estuvieron Madame Lynch, la amazona del destino , Mi reino por el amor  y Un ángel pisa la escena. Años después comentó en una entrevista: “La verdad que era malísima como actriz. Me acuerdo que debíamos acentuar los fondos musicales para tapar sus fallas de dicción”. También escribió para ser interpretados por la actriz los libretos del ciclo Hacia un futuro mejor.
Eva Perón lo presentó al entonces coronel Perón, quien lo hizo designar director general de propaganda del Estado en reemplazo de Sergio Chiappori e intervino en la campaña electoral en apoyo a su candidatura presidencial recorriendo las provincias en una casa rodante. Continuó en el cargo al asumir Perón luego de por haber ganado aquellas elecciones pero al poco tiempo rechazó porque no le pareció eficaz la idea que le llevó una persona de hacer distintivos para la solapa con la efigie recortada de Perón, ocasionando el enojo del Presidente cuando se enteró, por lo cual renunció al cargo. Continuó, sin embargo, ligado a Eva Perón ocupado en redactarle discursos.
El 6 de junio de 1947 acudió al aeropuerto a despedir a Eva Perón que partía en gira por Europa y escasos minutos antes de la partida el Presidente le entregó un papelito y le ordenó: “Embárquese y redacte el primer discurso de acuerdo con estas instrucciones”. Subió al avión con lo puesto y recién en la primera parada en Brasil pudo telegrafiar a su esposa dónde estaba. Redactó el primer discurso que pronunció Eva Perón a su llegada a España, así como los siguientes hasta que finalizó el tramo español de la gira en Barcelona y Muñoz Aspiri dejó a la comitiva para retornar a Buenos Aires.
A comienzos de la década de 1950 se desempeñó como Director de Acción Cultural cuando José María Castiñeira de Dios era Subsecretario de Cultura. 
Entre los libros que escribió se cuentan Nueva York y La tierra embarcada.
Falleció el 22 de abril de 1968

## Filmografía
Guionista
- El buque embotellado (1939)

Autor
- La potranca (1960)

Dirección de producción
- La muerte está mintiendo (1950)